# Christian Friedrich Börner

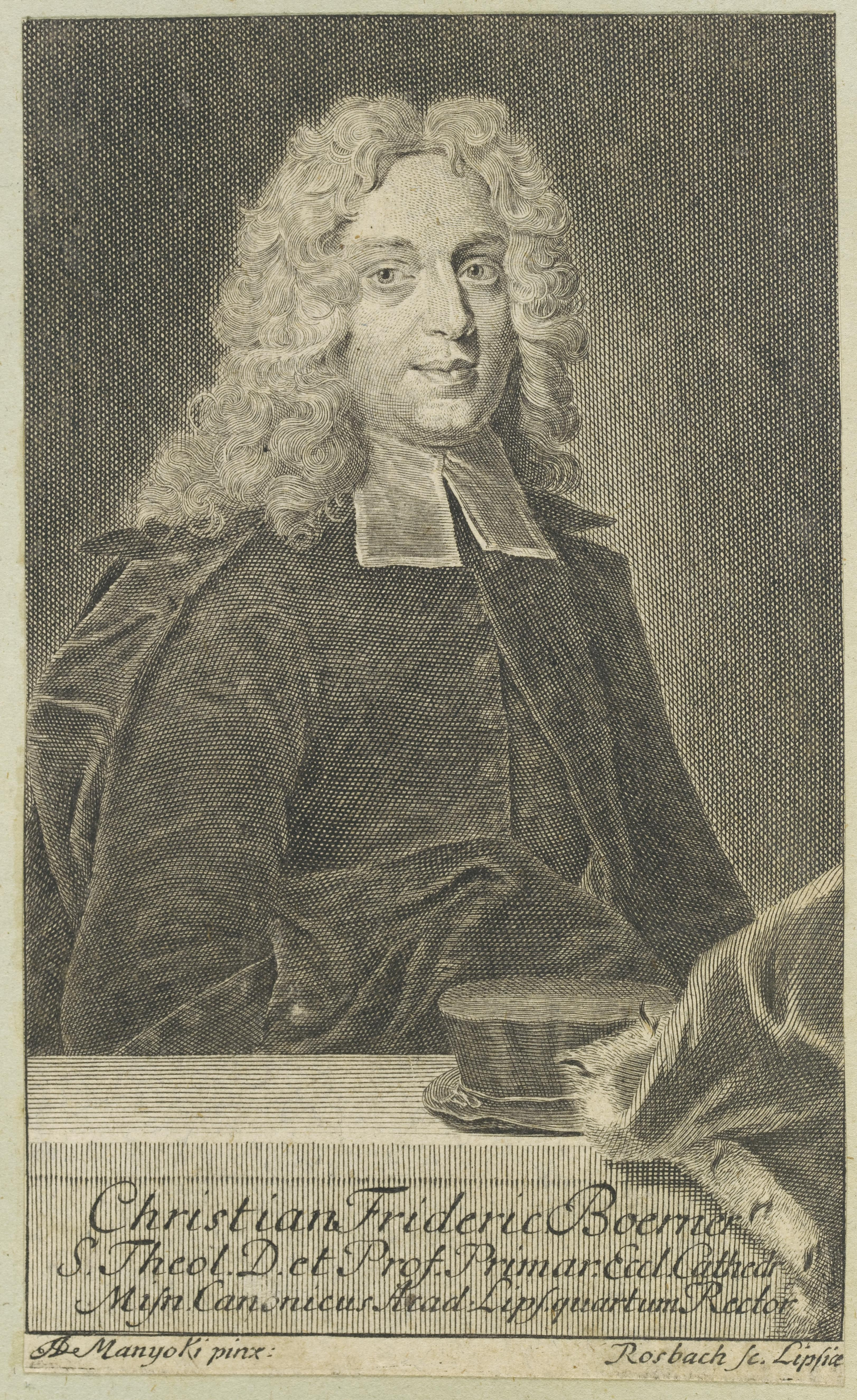
Christian Friedrich Börner

Christian Friedrich Börner (auch: Boerner; * 6. November 1683 in Dresden; † 19. November 1753 in Leipzig) war ein deutscher lutherischer Theologe. Er schrieb auch unter dem Pseudonym Alethaeus Adeisidaemon.

## Leben
Börner stammte aus einem etablierten sächsischen theologischen Gelehrtengeschlecht. Christian Friedrichs Vater war der königlich-polnische und kurfürstlich-sächsische Hof-, Kirchen- und Oberkonsistorialrat Johann Georg Börner (1646/47–1713). Seine Mutter Katherina Elisabeth war die Tochter von Martin Geiers und Christina Elisabeth, Tochter von Benedikt Carpzov d. J.
Seine ersten Studien absolvierte Börner ab 1701 an der Universität Leipzig, wo er 1703 den akademischen Grad eines Magisters der Philosophie erwarb und sich 1704 als Magister Legens habilitierte. Am 18. November desselben Jahres wechselte er an die Universität Wittenberg. 1705 bewarb er sich an der philosophischen Fakultät um eine Adjunktur und begab sich mit Johann Wilhelm von Berger auf eine Gelehrtenreise, die ihn nach Amsterdam führte, wo er eine bedeutende Handschrift der Paulusbriefe erwarb, die später herausgegeben und als Codex Boernerianus bekannt wurde.
Nachfolgend bereiste er England, wo er vor allem an der Universität Oxford, an der Universität London und an der Universität Cambridge Studien betrieb und die damals bekannten Männer der Universitäten kennenlernte. Zurückgekehrt nach Leipzig, wurde er 1707 Professor der Ethik und 1708 Professor der lateinischen und griechischen Sprache. 1708 erwarb er das Lizentiat und promovierte im selben Jahr zum Doktor der Theologie.
1710 wurde er außerordentlicher Professor der theologischen Fakultät, 1711 Bibliothekar der Leipziger Pauliner Universitätsbibliothek (-1736), Senior der bayrischen Nation und Kollegiat am großen Fürstenkollegium. 1713 stieg er in eine ordentliche Professur der Theologie auf, vertrat 1718 die Universität auf dem Landeskonvent in Dresden, stieg 1721 in der theologischen Professur auf, war 1723 Senior der theologischen Fakultät und wurde, damit verbunden, 1735 Kanoniker in Zeitz, sowie 1741 in Meißen, Decemvir und Ephorus der kurfürstlichen Stipendiaten. 1731 wurde er Beisitzer des Leipziger Konsistoriums, war mehrfach Dekan der theologischen Fakultät sowie in den Sommersemestern 1710, 1714, 1718, 1724, 1726, 1728, 1732, 1736 und 1742 Rektor der Alma Mater.

## Wirken
Boerner hatte sich auf die alt- und neutestamentliche Exegese spezialisiert. Er war ein fruchtbarer Schriftsteller (siehe hier vor allem Meusel und Döring), der die christlichen Dogmen überhaupt und die alttestamentlichen Weissagungen auf Christus teilweise polemisch behandelte. Vor allem liegt sein Verdienst in der Herausgabe von Luthers Schriften (1728–34), besonders dessen Bibelübersetzung (1730).
Börner war ein Vertreter der lutherischen Orthodoxie, zugleich ein universell gebildeter Mann. Arbeiten auf dem Gebiete der klassischen Studien, so die Herausgabe eines griechischen Lexikons traten gegen theologische Arbeiten zurück. Seine wissenschaftlichen Arbeiten schätzte man wegen der leichten und klaren Form sowie der durchsichtigen Latinität, ebenso seine Predigten. Börner gilt als Wegbereiter der philologisch-historischen Schriftauslegung an der Leipziger Theologischen Fakultät.

## Familie
Börner war zwei Mal verheiratet. Aus diesen Ehen stammen 17 Kinder, wovon bereits ein Großteil früh verstarb. Seine erste Ehe schloss er mit Dorothea Sybille, der Tochter des Leipziger Bürgermeisters Gottfried Gräve (* 20. November 1641 in Naumburg; † 31. Oktober 1719 in Leipzig). Nach ihrem Tod verheiratete er sich erneut mit Rahel Christine Schreiter (* 19. Dezember 1704; † 22. Februar 1750 in Leipzig).
Von den Kindern ist bekannt, dass eine Tochter den Oberkonsistorialrat Wilhelm Abraham Teller (1734–1804) in Berlin, eine Tochter Friederica Elisabeth 1744 Christoph Wolle (1700–1761) und Johanna Sophia den Mathematiker und Ethnologen Georg Friedrich Richter heiratete. Zudem sind die Söhne Friedrich Börner, Georg Gottlieb Börner (* 30. März 1734 in Leipzig; † 5. Mai 1804 ebenda) und der Mediziner Christian Friedrich Börner der Jüngere (* 16. Februar 1736 in Leipzig; † 7. Februar 1800) bekannt.

## Werke (Auswahl)
- Dissertatio theologoca de parrēsia fidelium in die iudicii, ad I. Iohan. II, 28. et IV,17. (Resp. Johann Matthaeus Volck) Zedler, Leipzig 1724. (Digitalisat)
- Orationes et recitationes. Langenhem, Leipzig 1751. (Digitalisat)
- Isagoge Brevis Ad Scripturam Sacram Historiam Eius Philologico Criticam Et Divinitatis Vindicias Continens. Langenhem, Leipzig 1763. (Digitalisat)